# Ланглад (Микелон)
Ланглад (Малый Микелон, фр. Langlade, Petite Miquelon) — самая южная из трёх частей острова Микелон-Ланглад в архипелаге Сен-Пьер и Микелон.
До конца XVIII века Ланглад геологически являлся отдельным островом, но потом соединился с Гран-Микелоном 12-километровой косой-томболо, называемой Ла-Дюн (Дюна). К юго-востоку от Ланглада в 5 км расположен остров Сен-Пьер.
Площадь Ланглад — 91 км² из 205 км² Микелон-Ланглада. Ланглад необитаем, хотя раньше на острове жил один человек, но он скончался в 2006 году.
На Лангладе множество мелких водоёмов, большинство из них могут изменять свои очертания и месторасположение, но из-за влажного климата никогда не пересыхающие. Водоёмы соединены большим количеством водотоков. Основной тип растительности — заболоченные луга и сфагновые болота с торфяниками, сходные с растительностью тундры.